# Eriko Arakawa
Pour les articles homonymes, voir Arakawa (homonymie).
Eriko Arakawa (荒川 恵理子, Arakawa Eriko), née le 30 octobre 1979, est une joueuse internationale de football japonaise.

## Biographie
Le 10 juin 2000, elle fait ses débuts dans l'équipe nationale japonaise contre le Canada. Elle participe à la Coupe du monde 2003, 2007 et Jeux olympiques d'été 2004 et 2008. Elle compte 72 sélections et 20 buts en équipe nationale du Japon de 2000 à 2011.

## Statistiques
Le tableau ci-dessous présente les statistiques de Eriko Arakawa en équipe nationale,
| Équipe du Japon | Équipe du Japon | Équipe du Japon |
| Année           | Matchs          | Buts            |
| --------------- | --------------- | --------------- |
| 2000            | 2               | 0               |
| 2001            | 0               | 0               |
| 2002            | 0               | 0               |
| 2003            | 13              | 5               |
| 2004            | 10              | 5               |
| 2005            | 0               | 0               |
| 2006            | 14              | 3               |
| 2007            | 15              | 4               |
| 2008            | 14              | 3               |
| 2009            | 1               | 0               |
| 2010            | 0               | 0               |
| 2011            | 3               | 0               |
| Total           | 72              | 20              |

## Palmarès
- Troisième de la Coupe d'Asie 2008